# Кристиано Роналдо
Кристиано Роналдо дош Сантош Авейро (на португалски: Cristiano Ronaldo dos Santos Aveiro, произнася се на португалски най-близко до Крищиану Руналду душ Сантуш Авейру, в България известен като Кристиано Роналдо от немски и английски транскрипции) е португалски футболист, нападател, който играе за арабския Ал-Насър. Към 29 януари 2025 г. той е играчът с най-много официални голове в историята на футбола, също така е и рекордьор по отбелязани голове в Шампионската лига (140) както и с най-много асистенции (41). Кристиано Роналдо също така е най-резултатният футболист за Португалия със 138 гола, както и футболистът с най-много изиграни мачове – 217. През 2016 г. става и европейски шампион с родината си. През 2019 и 2025 година печели Лигата на нациите с отбора си, като това е втори и трети трофей за него с националната фланелка. Кристиано Роналдо 12 пъти е носител на най-престижните футболни индивидуални награди в света: Златната топка за 2008, 2013, 2014, 2016 и 2017 г., Футболист на годината на ФИФА за 2008, 2016, 2017 година и Златната обувка за 2008, 2011, 2014 и 2015 година. Считан е за един от най-добрите играчи в историята на футбола.

## Клубна кариера

### Ранни години
Роден е на 5 февруари 1985 г. на португалския остров Мадейра в град Фуншал. Има един брат и две сестри. Неговите родители имат симпатии към американския президент Роналд Рейгън, на което футболистът дължи второто си име.
Мнозина смятат, че няма да успее да пробие на голямата футболна сцена, но още на дванадесет годишна възраст е забелязан от големите португалски клубове. Въпреки това той избира да играе за Спортинг Лисабон. Дебютният му мач е срещу италианския Интер. В приятелски мач срещу Манчестър Юнайтед, Сър Алекс Фъргюсън има възможността да оцени таланта на Роналдо и да го привлече.

### Манчестър Юнайтед
На 12 август 2003 г. преминава в Манчестър Юнайтед срещу 12,4 млн. паунда Привлечен е за заместник на продадения в Реал Мадрид Дейвид Бекъм, получава и неговия номер 7. Скоро успява да се утвърди като титуляр на десния фланг на халфовата линия.
През сезон 2006 – 2007 година Роналдо става победител в първенството на Англия, започвайки да се превръща в класен голмайстор, отбелязвайки 23 гола във всички турнири. Качествата му да бележи голове не отбягват на Алекс Фъргюсън и Роналдо започва постепенно да бъде използван по-често като нападател, позиция която се превръща в основна за португалеца през следващите сезони.
През следващия сезон 2007 – 2008 Роналдо вкарва сензационните за Висшата лига 61 гола, печели Златната топка и Златната обувка, триумфира в Шампионската лига след победа над Челси в Москва. През зимата на 2007 г. медиите разпространяват слухове, че през лятото Роналдо ще премине в Реал Мадрид, но той ги опровергава, като казва, че Манчестър Юнайтед е отборът на неговите мечти и че иска да остане възможно най-дълго на Олд Трафорд.
През сезон 2008 – 2009 Роналдо вкарва 18 гола във Висшата лига, тъй като пропуска част от сезона заради контузия и отстъпва голмайсторския приз на Никола Анелка, вкарал с един повече. Манчестър Юнайтед отново триумфира във Висшата лига, достига също финала на Шампионската лига, но не успява да защити трофея като губи от Барселона с 0 – 2 в Рим.

### Реал Мадрид
През лятото на 2009 г. Кристиано официално става футболист на Реал Мадрид за 80 млн. лири (93,9 млн. €) след три месечни спекулации и много отрицания и подписва договор за 6 години. Като футболист на Реал той получава заплата на стойност около 106 хиляди паунда на седмица, което съответно го прави най-скъпоплатения футболист в света. Президентът на Реал Мадрид Флорентино Перес поставя клауза на всички отбори, които искат да го купят, преди да му изтече договорът. Клаузата е на стойност 1 милиард евро, което го прави неоткупим за другите отбори, докато договорът му важи.
В края на 2007 г. остава на второ място след Кака, а Лионел Меси трети в класацията за „Златната топка на Франс Футбол“ за най-добър футболист в Европа, но през 2008 г. я печели с голяма преднина пред Лионел Меси и Фернандо Торес.
През сезон 2010/11 Кристиано отбелязва 41 гола в първенството на Испания, което е рекорд, изпреварвайки Лионел Меси по този показател в първенството. Завършва с 54 гола във всички турнири, точно колкото има и аржентинеца. Печели Златната обувка за сезон 2010 – 2011. В следващия сезон 2011 – 2012 Роналдо губи надпреварата с Лионел Меси който печели първенството за годината и отбелязва 73 гола в рамките на сезона, а Роналдо 60.
През март 2012 г. става играчът достигнал най-бързо 100 вкарани гола в Примера Дивисион, вкарвайки 101 гола в 92 мача.
На 13 юни 2012 г., Роналдо спечели Trofeo Alfredo Di Stefano като най-добрият играч на сезона в Ла лига. Печели първенството и суперкупата през същата година.
През сезон 2012/13 на Шампионската лига той става голмайстор на турнира с 12 гола от 12 мача, а през сезон 2016/17 – с 12 гола от 13 мача.

#### Сезон 2013/14
На 15 септември 2013 г. подновява своя договор с Реал Мадрид до 2018 г. като ще получава по 17 млн. евро на сезон.
На 30 октомври в мач от 11-ия кръг на сезон 2013/14, Роналдо вкарва хеттрик при разгромната победа със 7 – 3 срещу отбора на Севиля. Този хеттрик за Роналдо е 22-ри с екипа на Реал Мадрид.
Доброто му представяне през календарната 2013 г. на клубно и национално ниво му носи престижната награда за всеки футболист – Златната топка. На церемонията по награждаването на 13 януари 2013 г., наградата му бива връчена от легендарния футболист Пеле, а подгласници на Роналдо са Лионел Меси и Франк Рибери. За португалския футболист тази награда е втора в неговата кариера след като през 2008 г. я печели за първи път с екипа на Манчестър Юнайтед.
През сезон 2013/14, Роналдо успява да подобри на два пъти клубният рекорд на Реал Мадрид за най-много голове с белия екип. Първо измества от 5-о място Уго Санчес, който до този момент има 209 гола във всички турнири, а на 23 март 2014 г. след Ел Класико успява да измести и легендата Ференц Пушкаш от 4-то, който на сметката си има 242 гола. Роналдо печели „Златната обувка“ като става голмайстор на Европа за сезон 2013/14 успявайки да отбележи 31 гола в испанската Примера дивисион, а престижната награда си я поделя с нападателят на Ливърпул, Луис Суарес, който има също толкова голове в Английската висша лига. След финала в Шампионската лига, който Роналдо печели с Реал Мадрид успява да подобри и друг рекорд – този за най-много голове в турнира. През целия вече отминал сезон успява да отбележи 17 гола като по-този начин подобрява рекорда на Лионел Меси от 14 попадения. С тези си попадения той става и едноличен лидер при голмайсторите в Шампионската лига за сезона. Няколко месеца преди това през декември 2013 г., Роналдо подобрява и още един рекорд, този за най-много голове в груповата фаза на турнира като отбелязва 9 попадения. След края на сезона Роналдо печели наградата на УЕФА за най-добър играч в Европа за сезон 2013/14, а наградата получава на церемонията за жребия за Групова фаза на Шампионската лига 2014/15|груповата фаза на Шампионската лига за сезон 2014/15 на 28 август 2014 година.
За доброто си представяне за сезон 2013/14, на 28 октомври 2014, получава 3 награди – за най-добър играч, за най-добър нападател и за най-красив гол (попадението му срещу Валенсия КФ). На 10 ноември получава още две награди от испанския вестник Марка – трофей Пичичи (за най-много попадения в Примера Дивисион) и трофей Алфредо ди Стефано (за най-добър играч в Примера Дивисион).

#### Сезон 2014/15
На 12 август 2014 г., Роналдо отбелязва два гола във финала за Суперкупата на Европа срещу отбора на Севиля, като по-този начин Реал Мадрид печели купата с 2 – 0. Това е единствената купа, която Роналдо не беше печелил на клубно ниво дотогава. В първия кръг от новия сезон в Примера дивисион на 25 август 2014 г., успява да отбележи и първия си гол за сезона при домакинската победа над Кордоба с 2 – 0 с гол в 90-а минута на срещата. На 20 септември 2014 г. Кристиано Роналдо вкарва и първия си хеттрик за сезона при разгромната победа с 2 – 8 като гост на Депортиво Ла Коруня. Само три дни по-късно прави втори хеттрик като отбелязва цели 4 гола при домакинската победа с 5 – 1 над отбора на Елче, а този му хеттрик се превръща в номер 25 с екипа на Реал във всички турнири. На 5 октомври в мач за първенството Роналдо отбелязва нов хеттрик при домакинската победа с 5 – 0 срещу Атлетик Билбао. На 5 април 2015 г. при домакинската победа над Гранада с 9 – 1 в мач от първенството отбелязва 5 гола като така записва и 28-и хеттрик с екипа на Реал Мадрид и 24-ти за първенството. С тези си 5 попадения поставя и личен рекорд за най-много отбелязани голове в един мач, а предният му такъв беше с четири попадения.
На 2 май 2015 г. в мач от първенството срещу отбора на Севиля отбелязва 3 гола при победата като гости с 2 – 3. Този му хеттрик е шести за сезона, 29 във всички турнири и 25 за първенството с екипа на Реал Мадрид. На 17 май 2015 г. отбелязва нов хеттрик при победата с 1 – 4 при гостуването на Еспаньол в мач от 37-ия кръг на първенството. С този си хеттрик Роналдо успява да измести легендата на Реал Мадрид, Алфредо Ди Стефано от второто място във вечната ранглиста на клуба като записва 310 гола от 299 мача във всички турнири. На 23 май 2015 г. в мач от последния кръг на първенството при домакинската победа със 7 – 3 над Хетафе отбелязва 8-ия си хеттрик за сезона, с който побеждава своят личен рекорд от 7 хеттрика в един сезон с екипа на Реал Мадрид. В същия мач успява да подобри и още два свои рекорда, които постави през сезон 2011/12 за най-много голове в първенството за един сезон от 46 на 48 гола и за най-много голове в един сезон във всички турнири от 60 на 61 гола. С тези 48 гола за първенство официално става и първият футболист спечелил Златната обувка за четвърти път в историята.
На 7 ноември 2016 г. подписва нов договор с Реал Мадрид, който е до 30 юни 2021 година.

### Ювентус
На 10 юли 2018 г. Роналдо преминава в италианския гранд Ювентус за сумата от 112 млн. щ.д. Дебютира за Ювентус на 18 август 2018 г. в първия мач за новия сезон срещу Киево, спечелен с 2:3.

### Завръщане в Манчестър Юнайтед
На 27 август 2021 г. е обявено, че Роналдо се завръща в Манчестър Юнайтед сумата която ще платят за тансфера е 15+8 млн. евро. На 22 ноември 2022 г. Роналдо и Манчестър Юнайтед се разделят по взаимно съгласие.

### Ал-Насър
На 30 декември 2022 г. е обявено, че Роналдо е подписал договор до 2025 г. с отбора на ал-Насър, като ще получава заплата в размер на 75 милиона щатски долара на година, но точните параметри на сделката не са разкрити. Отбелязва първия си официален гол на 3 февруари 2023 година при равенството срещу ал-Фатех. Отбелязва четири гола на 9-ти февруари срещу ал-Уехда.

## Национален отбор
Роналдо започва своята кариера в националния отбор на Португалия на 20 август 2003 г. при победата над Казахстан с 1 – 0. Титуляр е за страната си на Евро 2004, където губи финала от Гърция. На Световното първенство в Германия Португалия стига до полуфинал, където отпада от Франция. След отказването на Луиш Фиго от националния отбор през 2006 г. Роналдо става новият капитан на Португалия. На Евро 2008 Португалия е отстранена от Германия на полуфинал. На Евро 2012 Португалия за пореден път отпада на полуфинал, този път от бъдещия шампион Испания. Роналдо взима участие на Световното първенство в Бразилия през лятото на 2014 г., а първият му мач е срещу Германия, който е загубен с 0:4.
На Европейското първенство във Франция през 2016 г. Роналдо се изявява като лидер на националния отбор, дори и на финала, когато, заради контузия, е принуден да проследи по-голямата част от мача от резервната скамейка. В крайна сметка обаче, родината му триумфира с титлата на европейски шампион.

## Статистика

### Клубна кариера
Информацията е актуална към 16 октомври 2022 г.
| Клуб              | Сезон             | Шампионат | Шампионат | Купа   | Купа   | Купа на Лигата | Купа на Лигата | Европа1 | Европа1 | Други2 | Други2 | Общо   | Общо   |
| Клуб              | Сезон             | Мачове    | Голове    | Мачове | Голове | Мачове         | Голове         | Мачове  | Голове  | Мачове | Голове | Мачове | Голове |
| ----------------- | ----------------- | --------- | --------- | ------ | ------ | -------------- | -------------- | ------- | ------- | ------ | ------ | ------ | ------ |
| Спортинг          | 2002/03           | 25        | 3         | 3      | 2      | –              | –              | 3       | 0       | 0      | 0      | 31     | 5      |
| Спортинг          | Общо              | 25        | 3         | 3      | 2      | –              | –              | 3       | 0       | 0      | 0      | 31     | 5      |
| Манчестър Юнайтед | 2003/04           | 7         | 4         | 5      | 2      | 1              | 0              | 5       | 0       | 0      | 0      | 40     | 6      |
| Манчестър Юнайтед | 2004/05           | 33        | 5         | 7      | 4      | 2              | 0              | 8       | 0       | 0      | 0      | 50     | 9      |
| Манчестър Юнайтед | 2005/06           | 33        | 9         | 2      | 0      | 4              | 2              | 8       | 1       | –      | –      | 47     | 12     |
| Манчестър Юнайтед | 2006/07           | 34        | 17        | 7      | 3      | 1              | 0              | 11      | 3       | –      | –      | 53     | 23     |
| Манчестър Юнайтед | 2007/08           | 34        | 31        | 3      | 3      | 0              | 0              | 11      | 8       | 1      | 0      | 49     | 42     |
| Манчестър Юнайтед | 2008/09           | 33        | 18        | 2      | 1      | 4              | 2              | 12      | 4       | 2      | 1      | 53     | 26     |
| Манчестър Юнайтед | Общо              | 196       | 84        | 26     | 13     | 12             | 4              | 55      | 16      | 3      | 1      | 292    | 118    |
| Реал Мадрид       | 2009/10           | 29        | 26        | 0      | 0      | –              | –              | 6       | 7       | –      | –      | 35     | 33     |
| Реал Мадрид       | 2010/11           | 34        | 40        | 8      | 7      | –              | –              | 12      | 6       | –      | –      | 54     | 53     |
| Реал Мадрид       | 2011/12           | 38        | 46        | 5      | 3      | –              | –              | 10      | 10      | 2      | 1      | 55     | 60     |
| Реал Мадрид       | 2012/13           | 34        | 34        | 7      | 7      | –              | –              | 12      | 12      | 2      | 2      | 55     | 55     |
| Реал Мадрид       | 2013/14           | 30        | 31        | 6      | 3      | –              | –              | 11      | 17      | –      | –      | 47     | 51     |
| Реал Мадрид       | 2014/15           | 35        | 48        | 2      | 1      | –              | –              | 12      | 10      | 5      | 2      | 54     | 61     |
| Реал Мадрид       | 2015/16           | 36        | 35        | 0      | 0      | –              | –              | 12      | 16      | 0      | 0      | 48     | 51     |
| Реал Мадрид       | 2016/17           | 29        | 25        | 2      | 1      | –              | –              | 13      | 12      | 2      | 4      | 46     | 42     |
| Реал Мадрид       | 2017/18           | 27        | 26        | 0      | 0      | –              | –              | 13      | 15      | 4      | 3      | 44     | 44     |
| Реал Мадрид       | Общо              | 292       | 311       | 30     | 22     | –              | –              | 101     | 105     | 15     | 12     | 438    | 450    |
| Ювентус           | 2018/19           | 31        | 21        | 2      | 0      | –              | –              | 9       | 6       | 1      | 1      | 43     | 28     |
| Ювентус           | 2019/20           | 33        | 31        | 4      | 2      | –              | –              | 8       | 4       | 1      | 0      | 46     | 37     |
| Ювентус           | 2020/21           | 33        | 29        | 4      | 2      | –              | –              | 6       | 4       | 1      | 1      | 44     | 36     |
| Ювентус           | 2021/22           | 1         | 0         | 0      | 0      | –              | –              | 0       | 0       | 0      | 0      | 1      | 0      |
| Ювентус           | Общо              | 98        | 81        | 10     | 4      | –              | –              | 23      | 14      | 3      | 2      | 134    | 101    |
| Манчестър Юнайтед | 2021/22           | 30        | 18        | 1      | 0      | 0              | 0              | 7       | 6       | 0      | 0      | 38     | 24     |
| Манчестър Юнайтед | 2022/23           | 10        | 1         | 0      | 0      | 0              | 0              | 6       | 2       | 0      | 0      | 16     | 3      |
| Манчестър Юнайтед | Общо              | 40        | 19        | 1      | 0      | 0              | 0              | 13      | 8       | 0      | 0      | 54     | 27     |
| Общо за кариерата | Общо за кариерата | 653       | 498       | 70     | 41     | 12             | 4              | 195     | 143     | 21     | 15     | 951    | 701    |

1Европейските турнири включват Шампионска лига и Купа на УЕФА

2Други турнири включват Къмюнити Шийлд, Суперкупа на Испания, Суперкупа на Европа и Световно клубно първенство
| Португалия | Португалия | Португалия |
| Година     | Мачове     | Голове     |
| ---------- | ---------- | ---------- |
| 2003       | 2          | 0          |
| 2004       | 16         | 7          |
| 2005       | 10         | 2          |
| 2006       | 14         | 6          |
| 2007       | 10         | 5          |
| 2008       | 8          | 1          |
| 2009       | 7          | 1          |
| 2010       | 11         | 3          |
| 2011       | 8          | 7          |
| 2012       | 13         | 5          |
| 2013       | 9          | 10         |
| 2014       | 9          | 5          |
| 2015       | 5          | 3          |
| 2016       | 13         | 13         |
| 2017       | 11         | 11         |
| 2018       | 7          | 6          |
| 2019       | 10         | 14         |
| 2020       | 6          | 3          |
| 2021       | 14         | 13         |
| 2022       | 12         | 3          |
| 2023       | 9          | 10         |
| 2024       | 11         | 5          |
| Общо       | 217        | 135        |

| Общо за кариерата | Общо за кариерата | Общо за кариерата | Общо за кариерата |
| Отбори            | Мачове            | Голове            | Голове на мач     |
| ----------------- | ----------------- | ----------------- | ----------------- |
| Клубни            | 1015              | 765               | 0,75              |
| Португалия        | 217               | 135               | 0,62              |
| Общо              | 1242              | 900               | 0,72              |

### Класации
Най-много голове за Реал Мадрид
Информацията е актуална към 6 февруари 2025 г.
|    | Име                  | Години      | Шампионат | Купа    | Евротурнири | Други1  | Общо      |
| -- | -------------------- | ----------- | --------- | ------- | ----------- | ------- | --------- |
| 1  | Кристиано Роналдо    | 2009 – 2018 | 311 (292) | 22 (30) | 105 (98)    | 12 (15) | 450 (438) |
| 2  | Карим Бензема        | 2009 – 2023 | 238 (439) | 25 (49) | 78 (133)    | 13 (27) | 354 (648) |
| 3  | Раул                 | 1994 – 2010 | 228 (550) | 18 (37) | 66 (132)    | 11 (22) | 323 (741) |
| 4  | / Алфредо ди Стефано | 1953 – 1964 | 216 (282) | 39 (50) | 49 (58)     | 3 (6)   | 307 (396) |
| 5  | Карлос Сантиляна     | 1971 – 1988 | 186 (461) | 49 (84) | 47 (87)     | 7 (13)  | 289 (645) |
| 6  | / Ференц Пушкаш      | 1958 – 1966 | 156 (180) | 49 (41) | 35 (39)     | 2 (2)   | 242 (262) |
| 7  | Уго Санчес           | 1985 – 1992 | 164 (207) | 19 (37) | 23 (39)     | 2 (4)   | 209 (287) |
| 8  | Франсиско Хенто      | 1952 – 1970 | 126 (428) | 20 (75) | 31 (96)     | 4 (6)   | 183 (605) |
| 9  | Пири                 | 1964 – 1979 | 123 (417) | 26 (67) | 22 (75)     | 0 (2)   | 171 (561) |
| 10 | Емилио Бутрагеньо    | 1983 – 1995 | 122 (341) | 16 (39) | 25 (75)     | 7 (8)   | 170 (463) |
| 11 | Амансио              | 1962 – 1976 | 119 (344) | 14 (58) | 22 (67)     | 0 (2)   | 155 (471) |

1Други турнири включват Суперкупа на Испания, Суперкупа на Европа и Световно клубно първенство
* В скоби са посочени изиграните мачове
Най-много голове за Португалия
Информацията е актуална към 29 януари 2025 г.
| #  | Име               | Период      | Гола | Мача | Гола % |
| -- | ----------------- | ----------- | ---- | ---- | ------ |
| 1  | Кристиано Роналдо | 2003 –      | 135  | 217  | 0,62   |
| 2  | Педро Паулета     | 1997 – 2006 | 47   | 88   | 0,53   |
| 3  | Еузебио           | 1961 – 1973 | 41   | 64   | 0,64   |
| 4  | Луиш Фиго         | 1991 – 2006 | 32   | 127  | 0,25   |
| 5  | Нуно Гомеш        | 1996 – 2009 | 29   | 79   | 0,37   |
| 6  | Хелдер Пощига     | 2003 – 2014 | 27   | 71   | 0,38   |
| 7  | Руи Коща          | 1993 – 2004 | 26   | 94   | 0,28   |
| 8  | Жоао Виейра Пинто | 1991 – 2002 | 23   | 81   | 0,28   |
| 9  | Тамагнини Нене    | 1971 – 1984 | 22   | 66   | 0,33   |
| 10 | Шимао Саброса     | 1998 – 2010 | 22   | 85   | 0,26   |

## Успехи

### ФК Спортинг (Лисабон)
- Суперкупа на Португалия  – (1): 2002

Манчестър Юнайтед
- Шампионска лига – (1): 2008
- Световно клубно първенство – (1): 2008
- Английска висша лига – (3): 2007, 2008, 2009
- ФА Къп – (1): 2004
- Купа на лигата – (2): 2006, 2009
- Къмюнити Шийлд – (3): 2003, 2007, 2008

### Реал Мадрид
- Примера Дивисион – (2): 2012, 2017
- Купа на Kраля – (2): 2011, 2013/14
- Суперкупа на Испания – (2): 2012, 2017
- Шампионска лига – (4): 2013/14, 2015/16, 2016/17, 2017/18
- Суперкупа на Европа – (3): 2014, 2016, 2017
- Световно клубно първенство – (3): 2014, 2016, 2017

### Ювентус
- Суперкупа на Италия  – (2) 2018, 2020
- Серия А – (2) 2018/2019, 2019/20
- Копа Италия – (1) 2021

### Национален отбор
- Европейско първенство – (1) 2016
- Лига на нациите на УЕФА – (2) 2019, 2025

### Индивидуални
- Златна топка – (5): 2008, 2013, 2014, 2016, 2017
- Футболист на годината на ФИФА – (3): 2008, 2016, 2017
- Златна обувка – (4): 2008, 2011, 2014, 2015
- Футболист на годината на УЕФА – (4): 2008, 2014, 2016, 2017
- Puskas Award/Гол на годината – (1): 2009
- Нападател на годината на УЕФА – (3): 2008, 2017, 2018
- Световно клубно първенство по футбол – златна топка (1): 2016
- Играч на годината на FIFPro – 2008
- IFFHS World's Best International Top Goalscorer/ Най-добър международен топ голмайстор: – (5): 2013, 2014, 2016, 2017, 2019
- IFFHS World's Best Top Division Goalscorer/Най-добър голмайстор в топ първенство – (3): 2014, 2015, 2020
- IFFHS Men's World Team/отбор на годината – (4): 2017, 2018, 2019, 2020
- Onze D'Or – (2): 2008, 2017
- Голмайстор на Шампионска лига на УЕФА – (7): 2008, 2013, 2014, 2015, 2016, 2017, 2018
- Ballon D'Or Dream Team/Златна топка идеален отбор за всички времена
- Идеален отбор на годината на ФИФА – (14): 2007, 2008, 2009, 2010, 2011, 2012, 2013, 2014, 2015, 2016, 2017, 2018, 2019, 2020
- Идеален отбор на годината на УЕФА – (15): 2004, 2007, 2008, 2009, 2010, 2011, 2012, 2013, 2014, 2015, 2016, 2017, 2018, 2019, 2020
- Идеален отбор на световно първенство по футбол – 2018
- Идеален отбор на европейско първенство по футбол – 2004, 2012, 2016
- Футболист на годината в Англия – (2): 2007, 2008
- Футболист на сезона във Висшата Лига– (2): 2006/07, 2007/08
- Футболист на годината във Висшата Лига според феновете – (2): 2006/07, 2007/08
- Футболист на годината във Висшата Лига според играчите – (2): 2006/07, 2007/08
- Голмайстор на Висшата Лига – (1): 2007/08
- Trofeo Alfredo Di Stefano/ футболист на годината в Примера Дивисион – (4): 2011/12, 2012/13, 2013/14, 2015/16
- Голмайстор на Примера Дивисион – (3): 2011, 2014, 2015
- Голмайстор в Купата на краля – (1): 2012/13
- Примера Дивисион нападател на годината – (1): 2013/14
- Примера Дивисион Гол на сезона – (1): 2013/14
- La Liga MVP award – (1): 2012/13
- Футболист на годината в Серия А – (2): 2018/19, 2019/20
- Голмайстор на Серия А – (1): 2020/21
- Serie A MVP Award – (1): 2018/19
- International Federation of Football Players/ най-много гласове за футболист на годината –(5): 2008, 2013, 2014, 2016, 2017
- Голмайстор на Лига на нациите на УЕФА – (1): 2019
- Португалски атлет на годината – (11): 2007, 2008, 2009, 2011, 2012, 2013, 2015, 2016, 2017, 2018, 2019
- FIFPro специален млад играч на годината – (2): 2003/04, 2004/05
- Футболист на годината на World Soccer – (5): 2008, 2013, 2014, 2016, 2017
- Golden foot/Златен крак – 2020
- Играч на годината според FourFourTwo – (4): 2008, 2013, 2014, 2016
- Globe Soccer Awards – (6): 2011, 2014, 2016, 2017, 2018, 2019
- Goal50 – (5): 2008, 2012, 2014, 2016, 2017
- Най-добър „International Athlete ESPY“: 2013/14, 2015/16, 2017/18

### Рекорди
- Най-много голове за Португалия – 118
- Най-много мачове за Португалия – 196
- Най-много голове в Европейските клубни турнири – 143
- Най-много голове в Шампионската лига – 140
- Най-много асистенции в историята на Шампионска лига – 40
- Най-много голове в елиминационната фаза на Шампионска лига – 67
- Най-много голове във финали на Шампионска лига – 4 (2008, 2014, 2017)
- Най-много победи в историята на Шампионска лига – 104
- Най-много голове в историята на топ 5-те първенства в Европа – 449
- Единственият футболист в истрията на футбола вкарвал минимум 60 гола в 4 последователни години
- Най-скъпият футболист в историята на футбола до 2013 г. – 94 милиона евро
- Най-много голове в историята на Реал Мадрид във всички турнири – 450[75]
- Най-много голове в историята на Реал Мадрид за първенство – 311[76]
- Най-много голове в историята на Реал Мадрид за Шампионска лига – 105
- Най-много голове за Реал Мадрид в един сезон във всички турнири – 61
- Най-много голове за Реал Мадрид в един сезон в Ла Лига – 48
- Най-много голове вкарани за един сезон в Шампионската лига – 17
- Най-много голове за активен играч – 725 (6-и в историята)
- Най-много голове на Световно клубно първенство на ФИФА – 6
- Най-много голове за Ювентус в един сезон във всички турнири – 37
- За Реал Мадрид във всички турнири има 44 хеттрика (31 за първенство[49][51][62][77][78]) до 4 април 2018
- Действащият футболист с най-много хеттрици и голове от фаулове
- Единственият футболист печелил Златната обувка в две различни първенства
- Първият футболист печелил Златната обувка за четвърти път
- Единственият футболист попадал 14 пъти в идеалния отбор на УЕФА
- Първият футболист вкарал на всички отбори в Ла Лига: 2011/12
- Най-бързо достигнати 100, 200, 300 гола в Ла лига
- Единственият футболист вкарал в 6 поредни двубоя от „Ел Класико“
- Европеецът с най-много Златни топки и Златни обувки
- Най-много голове в груповата фаза на Шампионската лига – 11: Сезон 2015/16[79]
- Единственият футболист вкарал 17 гола в историята на Шампионската лига за една календарна година 2014
- Единственият футболист вкарал във всичките 6 мача от груповата фаза на Шампионската лига 2017
- Единственият футболист ставал голмайстор на Шампионска лига на УЕФА в 6 поредни сезона – 2012/13, 2013/14, 2014/15, 2015/16, 2016/17, 2017/18
- Единственият футболист печелил Златната топка, Златната обувка и наградата на ФИФА в един сезон в 2 различни отбора
- Единственият футболист вкарал минимум 15 гола в последните 14 сезона в Топ 5 първенствата на Европа
- Единственият футболист ставал играч на годината в 3 различни Топ първенства (Англия, Испания, Италия)
- Най-добър голов коефициент за футболист на Реал Мадрид – 1,045
- Първият играч който вкарва над 30 гола в четири последователни сезона в Ла Лига
- Най-бързите 10 гола за 5 мача в Ла Лига (Кубала, Пахиньо) 6 мача 1953, 1954
- Първият футболист в Ла Лига вкарал 15 гола след първите 8 кръга от началото на сезона в Ла Лига: 2014/15[80][81]
- Най-много голове в последователни кръгове в Серия А – 11 (заедно с Батистута и Куалиярела)
- Единственият футболист вкарвал на 4 европейски първенства (2004, 2008, 2012, 2016)
- Най-много голове в историята на Европейското първенство по футбол – 9 (поделен рекорд с Мишел Платини)
- Най-много мачове в историята на Европейското първенство по футбол – 21
- Реализатор № 1 в историята на европейските квалификации и финали с 23 гола.
- Европейският ирач с най-много голове за националния отбор
- Единственият футболст (заедно с Пеле) вкарвал хеттрик на междуконтинентален финал
- Единственият футболист печелил всичко с два различни клуба
- Португалецът с най-много голове в серия А
- Единственият играч вкарвал минимум 25 гола в 3 от топ 5 първенствата на Европа
- Единственият играч вкарвал 50 или повече гола в топ 3 първенствата на Европа
- Най-бързо вкараните 50 гола в Серия А – 61 мача От 2010 г. Кристиано Роналдо е във връзка с руския супермодел Ирина Шейк.[82] През януари 2015 г. двойката се разделя.[83]

На 17 юни 2010 г. Роналдо става баща: синът му Кристиано-младши е роден от сурогатна майка.
Кристиано среща испанката Джорджина Родригес в магазин на Гучи в центъра на Мадрид през юни 2016 година и през 2017 г. се ражда дъщеря им Алана Мартина.
През март 2017 г. става известно, че Роналдо скоро чака деца-близнаци, които също са родени от сурогатна майка. На 5 юни 2017 г. му се раждат близнаци на западното крайбрежие на Съединените щати, децата са наречени Ева-Мария и Матео.
На 14 ноември 2018 г. Кристиано предлага брак на Джорджина Родригес с годежен пръстен за 8 милиона евро и тя приема по време на кратка романтична ваканция в Лондон.